# Xanthoconite
La xanthoconite est un minéral de la famille des sulfosels, qui a été validé en 1840. On le trouve dans les pays suivants : Canada, Chili, France, Allemagne, Grèce, Irlande, Kazakhstan, Mexique, Pérou, Russie.
Ce minéral n'est ni magnétique, ni radioactif.